# Лагода, Иван Григорьевич
Иван Григорьевич Лагода (1759 — 31 мая (12 июня) 1843) — российский государственный деятель. Тульский губернатор в 1816 году.

## Биография
Родился в 1759 году в семье потомственного дворянина Григория Васильевича Лагоды — будущего полкового есаула и коллежского асессора. Дворянский род Лагод берёт начало от прапрадеда Ивана Григорьевича — хорольского сотника (1685) и миргородского полкового есаула (1691—1701) Василия Лагоды.
4 января 1777 года поступил рядовым в Киевский малороссийский полк, 14 апреля того же года был произведён в значковые товарищи. 7 ноября 1783 года в чине корнета начал службу в Тверском карабинерном полку. 1 мая 1790 года был произведён в поручики. 29 июля 1790 года был переведён в Кирасирский Её Величества лейб-гвардии полк. 11 октября 1798 года был произведён в штабс-ротмистры, 22 апреля 1800 года — в майоры. 14 августа 1800 года был назначен адъютантом великого князя Константина Павловича. 15 февраля 1808 года был произведён в подполковники с переводом в Конный лейб-гвардии полк. 28 ноября 1808 года был произведён в полковники.
22 января 1816 года был пожалован в действительные статские советники и назначен тульским гражданским губернатором. 28 августа 1816 года по прошению был уволен «в отпуск до выздоровления, с оставлением при нём получаемого ныне содержания».
Основал духовные уездные и приходские училища в Туле, Белёве, Епифани и Новосиле. Тогда же представил Министерству внутренних дел проекты ремонта стен Тульского кремля и их разбора для восстановления развалившегося острога.
В дальнейшем был генерал-контролёром Военно-счётной экспедиции, членом Совета Государственного контроля. 3 января 1828 года был удостоен чина тайного советника.
По состоянию на 1822 и 1837 годы владел усадьбой на Большой Дворянской улице в Санкт-Петербурге — позже на этом участке был построен доходный дом Г. А. Шульца.
26 ноября 1809 года был награждён орденом Святого Георгия 4-й степени (№ 2103), был также награждён другими орденами: Святого Владимира 4-й степени, Святой Анны 1-й степени, Святого Владимира 2-й степени, Белого Орла.
Умер 31 мая 1843 года. Похоронен на Смоленском православном кладбище в Санкт-Петербурге.

## Семья
Жена — Александра Леонтьевна Тинькова (1776 — до 1843), дочь майора.
Дети: Иван (1802—1856), Аграфена (1803—1874), Мария (1808—1850), Николай (ок. 1810—1869), Константин (ок. 1811—1868), Анастасия (1812—1881), Антон (1816—1876), Надежда (1817—1870), Екатерина (1819—1854).